# ورم سرطاوي في الأمعاء الدقيقة
ورم سرطاوي في الأمعاء الدقيقة هو ورم سرطاوي (ورم من أنواع أورام الغدد العصبية الصماء) الذي يظهر في أواخر الأمعاء الدقيقة أو في أول الأمعاء الغليظة . إنه سرطان نادر نسبيًا ويتم تشخيصه في حوالي 1/100000 شخص كل عام. في العقود الأخيرة، ازدادت نسبة التشخيصات بهذا النوع من السرطان .  نسبة النجاة من هذا النوع من السرطانات جيد نسبيًا حيث يقدر متوسط البقاء على قيد الحياة بعد التشخيص لأكثر من 8 سنوات.  تم تسمية المرض في عام 1907 من قبل سيغفريد أوبيرندورفر الألماني، وهو طبيب أخصائي في علم الأمراض. 

## العلامات والأعراض
يتم تشخيص جزء كبير من الحالات بعد إجراء جراحة روتينية لإنسداد الأمعاء .  قد يتم تشخيص البعض الآخر بالصدفة، أو بعد الفحوصات والتحقيق بخصوص متلازمة سرطاوية . ينتج الورم ويفرز عادة السيروتونين ، ببتيدات تاكيكينين ومواد أخرى، والتي تسبب أعراض طبية مثل التورد ، تسرع القلب ، الإسهال وفي بعض الحالات تليف صمامات القلب .
غالبًا ما يتواجد هذا السرطان كعدة أورام صغيرة وشديدة التليف في الأمعاء. وغالبًا ما تنتشر الأورام هذه إلى المساريق والكبد .

## الأسباب
قد يحدث أن يتم تشخيص عدة أفراد من نفس العائلة بهذا المرض (يتم تشخيص العديد من الأقارب).  أقارب المرضى الذين يتم تشخيصهم بهذا السرطان، معرضين بمخاطر وإحتمالات متزايدة للإصابة بهذا المرض. 

### علم الوراثة
غالبًا ما تكون هذه الأورام فاقدة للكروموسوم صبغي 18q .  وتتواجد طفرات في سدكن1ب في حوالي 8 ٪ من الحالات التي يتم تشخيصها بهذا النوع من السرطان.  

## العلاج
يتكون العلاج تقليديًا من مزيج من العلاج الطبي والجراحي. نظائر السوماتوستاتين والإنترفيرون تقلل من إفراز الهرمونات من قبل هذه الأورام، وبالتالي تقلل الأعراض الناتجة عن ذلك. يزيد العلاج بالطب النووي بواسطة استخدام دوتا-تيت من بقاء المرضى على قيد الحياة، وذلك عن طريق منع تقدم المرض لمراحل متقدمة وحرجة أكثر. 
تقليديا، يتم إزالة الأورام الأولية جراحيا حتى في حالات وجود إنبثاث للورم، على الرغم من أنه في عام 2017 أظهرت الأبحاث أن ذلك لم ينتج في أي تحسين في البقاء على قيد الحياة في المرضى الذين لا يعانون من أعراض. 